# Kaijansaari (ö i Södra Savolax, Pieksämäki)
Kaijansaari är en ö i Finland. Den ligger i sjön Salajärvi och i kommunen Jockas i den ekonomiska regionen  Pieksämäki ekonomiska region  och landskapet Södra Savolax, i den södra delen av landet, 250 km nordost om huvudstaden Helsingfors. Öns area är 2 hektar och dess största längd är 360 meter i sydöst-nordvästlig riktning.